# Colius
Colius là một chi chim trong họ Coliidae.

## Hình ảnh

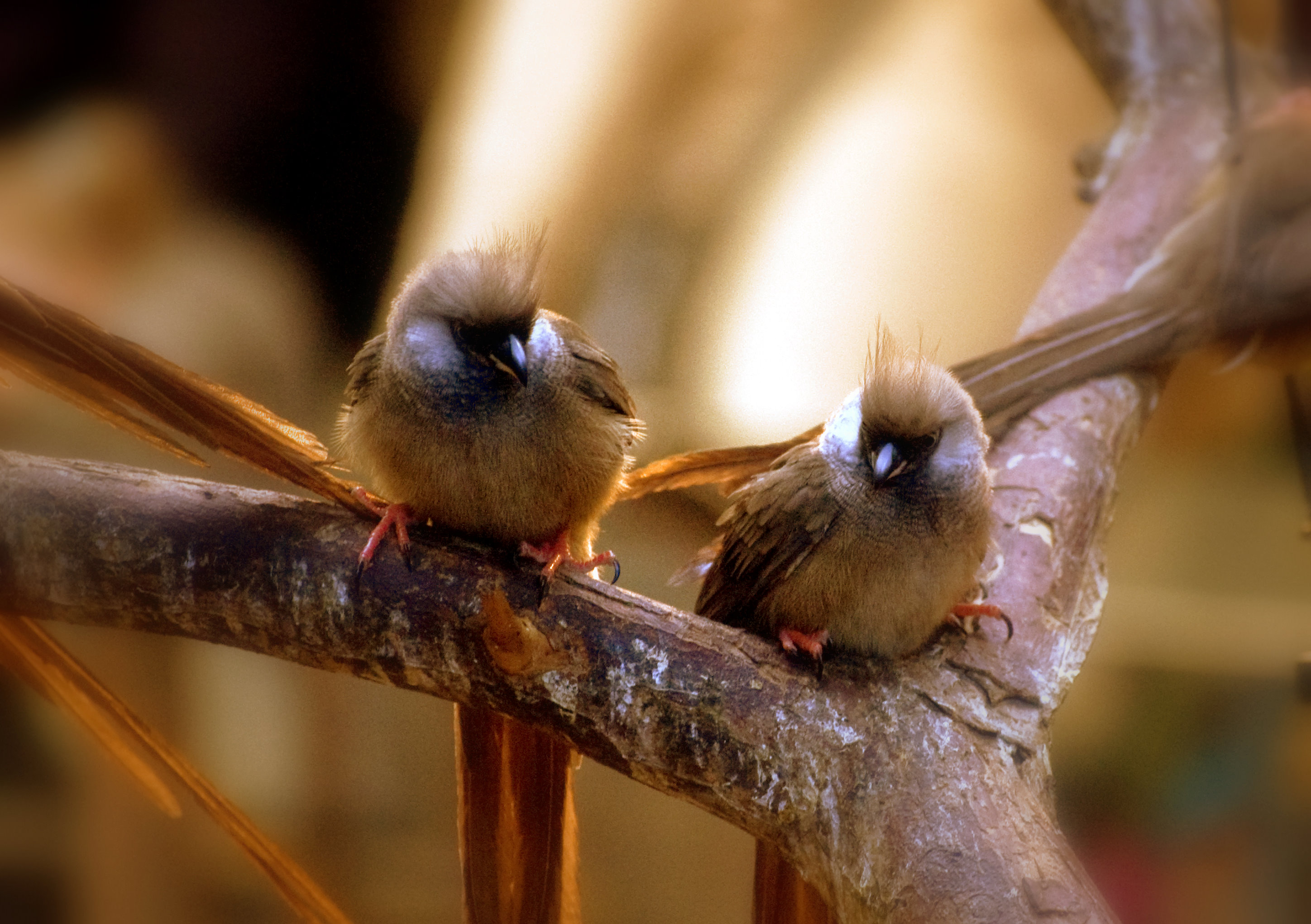
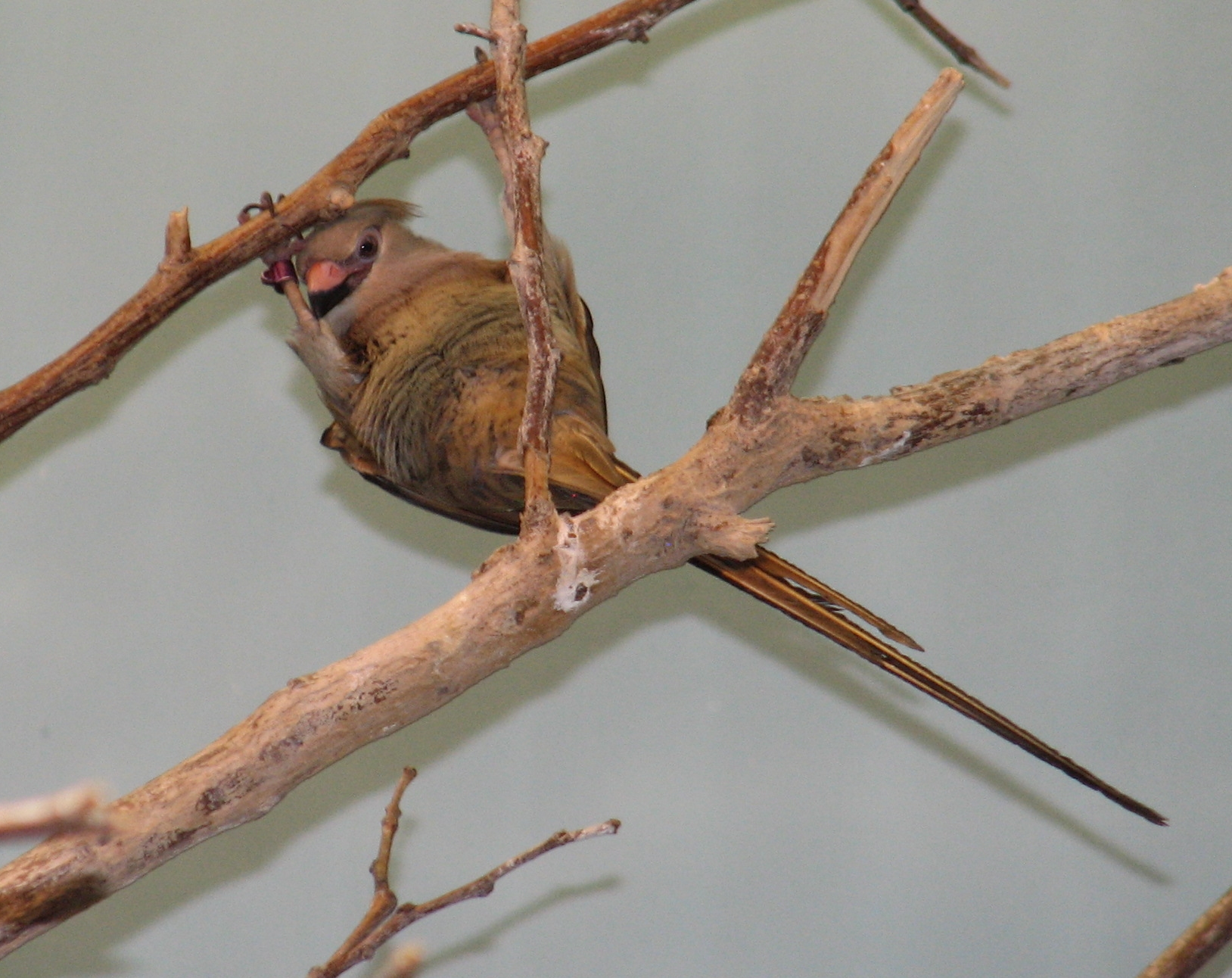